# Marcella Deen
Marcella Deen (* 19. Juni 1988 in Heemskerk, Niederlande) ist eine ehemalige niederländische Handballspielerin.

## Karriere
Deen begann mit fünf Jahren das Handballspielen beim DSS Heemskerk. Mit 13 Jahren wechselte die Kreisspielerin zu VOC Amsterdam, bei dem sie mit 15 Jahren erstmals in der höchsten niederländischen Spielklasse eingesetzt wurde. Nach mehreren nationalen Erfolgen schloss sie sich 2010 dem deutschen Bundesligisten VfL Sindelfingen an. Deen war ab der Insolvenz von Sindelfingen im Sommer 2011 vereinslos. Im Dezember 2011 wurde sie vom Zweitligisten SG Handball Rosengarten unter Vertrag genommen. Zur Saison 2012/13 wechselte Deen zum Buxtehuder SV. Mit dem BSV gewann sie 2015 den DHB-Pokal. Anschließend beendete sie ihre Karriere.
Deen absolvierte mit 16 Jahren ihr erstes Länderspiel für die niederländische Nationalmannschaft. Bis November 2014 hatte sie insgesamt 43 Partien für die Niederlande bestritten, in denen sie 41 Treffer erzielte. Deen nahm mit der niederländischen Auswahl an der Europameisterschaft 2010 teil.